# Крепостной акт

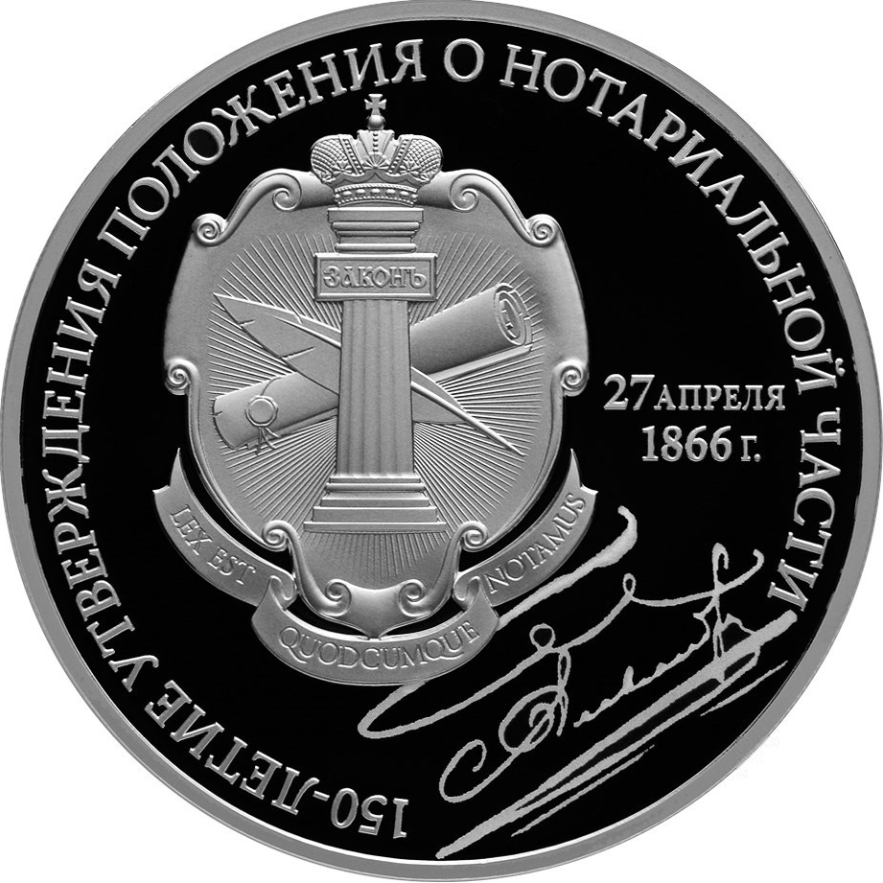
Памятная монета Банка России

Крепостной акт (также крепость) — в законодательстве Российской империи сделка, внесённая в книги «у крепостных дел» (примерно соответствует современному нотариальному заверению и регистрации прав собственности).

## История
По Соборному уложению 1649 года (гл. X, ст. 240—259) под названием «крепостей» имелись в виду не только крепости купчие, закладные, дарственные записи и другие акты, совершаемые крепостным порядком, но и вообще все письменные обязательства и договоры (кабалы всякого рода, заёмные, наёмные, духовные памяти, сговорные, свадебные памяти).
Письменные договоры по крайней мере с XVII века составлялись «площадными подьячими», которые с 1701 года получили название подьячих крепостных дел. Оформление крепостей регулировалось на государственном уровне: вначале подьячие крепостных дел находились под контролем Оружейной палаты, с 1706 года они были в ведении Московской ратуши, с 1719 года в ведении Юстиц-коллегии. В 1775 году Юстиц-коллегия была ликвидирована, и в рамках проводимой губернской реформы надзор стал децентрализованным; крепостным засвидетельствованием начали заниматься палаты гражданского суда и уездные суды.
До введения нотариального положения 1866 года различались крепостные акты двух типов:
- акты, совершённые крепостным порядком
- акты, вносимые в книги у крепостных дел только для явки и засвидетельствования.

К первому роду относились акты о переходе вещных прав на недвижимость (купчие, закладные, дарственные), ко второму — акты явочные (завещания, заёмные письма, закладные на движимость и т. д.). Те и другие акты совершались «у крепостных дел», которые находились при палатах гражданского суда.
После 1866 года совершение явочных актов перешло к нотариусам, а регистрация актов, прежде совершаемых у крепостных дел «крепостным порядком» (и которые только и сохранили после 1866 года название «крепостных актов»), перешла к нотариальным архивам, которыми заведовали старшие нотариусы. После 1866 года крепостные акты составлялись у нотариуса и записывались в его книги, выписка из которых представлялась старшему нотариусу на утверждение, записывалась в крепостную книгу и отмечалась в реестре крепостных дел. Выписка из крепостной книги и называлась крепостным актом в точном смысле слова.